# Bourreria havanensis
Bourreria havanensis là loài thực vật có hoa trong họ Mồ hôi. Loài này được (Willd.) Miers mô tả khoa học đầu tiên năm 1869.